# Peter Lindmark
Peter "Pekka" Lindmark (Kiruna, 1956. november 8. –) svéd jégkorongkapus. Pályafutása alatt három csapatot képviselt az Elitserienben, a Timrå IK-t, Färjestads BK-t és a Malmö Redhawks-ot.

## Karrier
Sikeres nemzetközi karriert is befutott, számos nemzetközi tornán képviselte a svéd válogatottat, köztük a világbajnokságon (amelyben 1987-ben aranyérmet nyert), valamint a Kanada Kupán 1981-ben, 1984-ben és 1987-ben. Az IIHF is kitüntette. Kétszer, 1981-ben és 1986-ban megkapta a világbajnokság legjobb kapusának járó díjat.

## Díjak
- válogatottság: 174
- Kétszeres világbajnok: 1987-ben és 1991-ben
- olimpiai bronzérmes (1988)
- 1984 Kanada Kupa második helyezett
- 1992 BEK-győztes a Malmö IF csapatával
- Négyszeres svéd bajnok
- Guldpucken: 1981
- Guldhjälmen: 1987

## Fordítás
- Ez a szócikk részben vagy egészben  a   Peter Lindmark című angol Wikipédia-szócikk ezen változatának fordításán alapul.  Az eredeti cikk szerkesztőit annak laptörténete sorolja fel. Ez a jelzés csupán a megfogalmazás eredetét és a szerzői jogokat jelzi, nem szolgál a cikkben szereplő információk forrásmegjelöléseként.